# 青木一男 (土木工学者)
青木 一男（あおき かずお、1953年1月24日 - ）は、日本の土木工学者。大阪工業大学名誉教授。工学博士（京都大学）。地盤工学会関西支部地下水水質研究委員会2013委員長。
専門は地盤工学（特に地盤材料、地盤環境工学）・土質工学・建設工学。

## 略歴
1975年京都大学工学部土木工学科卒業。1977年同大学大学院工学研究科土木工学専攻修士課程修了。1986年京都大学工学部助手。1988年工学博士（京都大学）。1991年同学部講師を経て、1992年大阪工業大学工学部土木工学科助教授として着任。1998年同学科教授、2002年同学部都市デザイン工学科教授。2018年同大学名誉教授。
大阪工業大学工学部（土木工学科・都市デザイン工学科）にて25年以上の長きに渡り教鞭を執った。
主な所属学会は、土木学会、地盤工学会、日本地すべり学会、日本地下水学会、日本水文科学会、日本材料学会。
主な受賞は、地盤工学会事業企画賞(2004)。主な著書は、地盤工学（共著、森北出版1999、学術書）、人工島・基礎・地下水；阪神・淡路大震災調査報告 - 土木建築物（共著、大阪工業大学紀要編集委員会1995、学術書）。

## 主な研究
- 青木一男・か門雅史「地下水の塩水化に伴う吸脱着現象について」『土木学会論文集』土木学会、370号、1986年6月
- 日置和昭・福田護・青木一男「含水比変化によるせん断特性を考慮した斜面安定解析」土木学会第49回年次学術講演会、1994年9月
- 「水・土壌系における汚染物質の循環に関する研究」第30回土質工学研究発表会概要集、1995年
- 青木一男・福田護「高含水粘性土のコンシステンシーと粘性について」『材料』44巻503号、日本材料学会、1995年
- 日置和昭・青木一男・原田健二「複合地盤における帯水層定数の同定と設計へのアプローチ（その1）」第37回地盤工学研究発表会発表講演集、2002年6月
- 中原雅宏・青木一男・日置和昭・吉田勝久「生石灰攪拌混合による発熱温度に関する基礎的研究」（不動建設との共同研究）第38回地盤工学研究発表会、2003年
- 「福井県三方町常神地下ダムの調査・設計について」[要文献特定詳細情報]